# Ivica Vrdoljak
Ivica Vrdoljak (* 19. září 1983 Novi Sad) je bývalý chorvatský fotbalový záložník. Má i srbské občanství.
Mimo Chorvatsko působil na klubové úrovni v Polsku. Nejúspěšnější období kariéry prožil v polském týmu Legia Warszawa.
V únoru 2017 ukončil v klubu Wisła Płock aktivní hráčskou kariéru, důvodem bylo i vleklé zranění kolena.

## Reprezentační kariéra
Reprezentoval Chorvatsko v mládežnické kategorii do 21 let.